# Julia Grosso
Julia Angela Grosso (* 29. August 2000 in Vancouver) ist eine kanadische Fußballspielerin, die derzeit bei den Chicago Red Stars unter Vertrag steht. Mit der Kanadischen Nationalmannschaft wurde sie 2021 in Tokio Olympiasiegerin.

## Laufbahn

### Verein
Zu Schulzeiten spielte Grosso im Rahmen einer Kooperation für ein Nachwuchsteam der Vancouver Whitecaps. Für die Saison 2018 stand sie beim Amateurteam der TSS FC Rovers in der Women’s Premier Soccer League unter Vertrag. Seit dem Herbst 2018 spielte sie für die Texas Longhorns, das College-Team der University of Texas at Austin. Das Team spielt in der Big 12 Conference in der NCAA Division I, der höchsten Stufe der universitären Sportprogramme in den USA. In dieser Zeit gelangen ihr in 58 Spielen 21 Treffer. Zudem wurde sie viermal in Folge in die All-Star-Elf der Big 12 Conference und zweimal auf die United Soccer Coaches All-American Liste gewählt.
Im Dezember 2021 wechselte sie auf Basis eines Halbjahresvertrags zum amtierenden italienischen Meister Juventus Turin. Das erste Mal im Kader stand sie beim Erfolg in der italienischen Supercoppa, kam aber nicht zum Einsatz. Ihr Debüt für den neuen Verein gab sie beim 5:0-Auswärtserfolg bei der ASD Calcio Pomigliano als sie in der 65. Minute eingewechselt wurde. In der Liga kam sie in der Rückrunde zu neun Einsätzen, davon siebenmal von Beginn an und konnte damit zum Meistertitel der Bianconere beitragen. Zum Abschluss der Saison sicherte sich Juventus durch den Sieg in der Coppa Italia das nationale Triple aus Meisterschaft, Supercup und Pokalsieg. Grosso wurde beim 2:1-Finaltriumph gegen die AS Rom in der 77. Minute für Arianna Caruso beim Stand von 0:1 eingewechselt. Mit ihr auf dem Platz gelang es der Mannschaft, das Spiel noch zu drehen. Bereits im Vorfeld der Partie hatte Juventus ihren Vertrag bis Ende 2024 verlängert.
Für die Gruppenphase der UEFA Women’s Champions League 2022/23 konnte sie sich mit Juve durch Siege gegen Racing Luxemburg (4:0), SC Kirjat Gat (3:1) und HB Køge (1:1 und 2:0) qualifizieren. In der Gruppe belegten sie dann aber nur den dritten Platz hinter Arsenal Women FC und Titelverteidiger Olympique Lyon, wobei sie gegen die Titelverteidigerinnen zweimal remis spielten. Am 27. November 2022 erzielte sie ihr erstes Pflichtspieltor für Juventus, als sie ihren Verein beim 1:1 gegen den FC Como Women zunächst in Führung brachte. Am Ende der Spielzeit erreichte sie mit der Mannschaft die Vizemeisterschaft in der Liga hinter der AS Rom, was die erneute Qualifikation für die Champions League bedeutete. Im Pokalfinale konnte Juventus die AS Rom hingegen besiegen und sich zum zweiten Mal in Folge den Titel der Coppa Italia sichern. Grosso stand dabei in der Startaufstellung und wurde erst kurz vor Schluss ausgewechselt.
Die Spielzeit 2023/24 begann mit einer Enttäuschung, die Mannschaft scheiterte bereits in der ersten Qualifikationsrunde zur UEFA Women’s Champions League 2023/24 an Eintracht Frankfurt. In der Liga wurde Juventus – mit deutlichem Abstand auf Vorjahresmeister AS Rom – erneut Zweiter. Im Pokalwettbewerb erfolgte das Aus gegen AC Florenz im Halbfinale. Der erst im Januar 2024 ausgetragenen Supercup 2023 konnte gegen die Roma jedoch gewonnen werden, sodass am Ende der Saison immerhin ein Titel zu Buche stand. Grosso war über die gesamte Saison hinweg Stammspielerin und konnte mit sechs Ligatoren ihre Ausbeute im Vergleich zum Vorjahr verdoppeln. Am Ende der Saison verkündete Juventus Turin den Abschied Grossos, nach wettbewerbsübergreifend 76 Spielen und 10 Toren für die Bianconere.
Anfang Juli verkündeten die Chicago Red Stars aus der US-Profiliga NWSL Grossos Verpflichtung. Sie erhält einen Dreijahresvertrag bis einschließlich 2026. Ihr Pflichtspieldebüt für ihren neuen Club gab sie bei der 1:3-Auswärtsniederlage gegen Racing Louisville FC. Bis zum Saisonende war sie unumstrittene Stammkraft im zentralen Mittelfeld Chicagos und erreichte mit dem Team als Achte der regulären Runde die Play-offs. Dort zog man im Viertelfinale gegen Orlando Pride mit 1:4 den Kürzeren.

### Nationalmannschaft
Grosso durchlief alle kanadischen Juniorinnennationalmannschaften. Mit der kanadischen U-15-Nationalmannschaft gewann sie 2014 die Erstausgabe der Nord- und Mittelamerikameisterschaften in dieser Altersklasse. Mit der U-17-Nationalmannschaft wurde sie Dritte der U-17-Nord- und Mittelamerikameisterschaften 2016 und nahm im gleichen Jahr an der U-17-WM teil. Mit der U-20-Mannschaft erreichte sie bei den U-20 Nord- und Mittelamerikameisterschaften 2018 den vierten Platz.
Ihr Debüt in der A-Nationalmannschaft gab sie am 12. November 2017 in einem Testspiel gegen die USA in San José als sie in der 90. Minute eingewechselt wurde. Beim Algarve-Cup 2018 kam sie zu drei Einsätzen und beendete das Turnier mit den Kanadierinnen auf Platz 5. Auch für die im gleichen Jahr stattfindende Nord- und Mittelamerikameisterschaft der Frauen wurde sie nominiert und kam zu drei Einsätzen in der Gruppenphase. Das Halbfinale und die Endspielniederlage gegen die USA konnte sie jedoch lediglich von der Bank aus verfolgen. Sie stand im Kader zur Fußball-Weltmeisterschaft der Frauen 2019 in Frankreich, blieb aber bis zum Achtelfinalaus ohne Einsatz. Bei Olympia 2021 in Tokio gehörte sie ebenfalls zum kanadischen Aufgebot und verzeichnete fünf Einsätze. Im Finale gegen Schweden wurde sie zur zweiten Halbzeit für Quinn eingewechselt. Im Elfmeterschießen verwandelte sie den entscheidenden Versuch und sicherte ihrem Team damit die erste olympische Goldmedaille in dieser Disziplin – zugleich der größte Erfolg der kanadischen Fußballgeschichte.
Bei der Nord- und Mittelamerikameisterschaft der Frauen 2022 stand sie im Kader der Nationalmannschaft. Nachdem sie in der zweiten Halbzeit eingewechselt worden war, gelang ihr beim 6:0 gegen Trinidad und Tobago ihre ersten Treffer im Nationaltrikot. Im zweiten Gruppenspiel gegen Panama stand sie in der Startelf und konnte einen erneuten Torerfolg verzeichnen, dank ihres Siegtreffers zum 1:0 war Kanada vorzeitig für das Halbfinale qualifiziert und damit auch gleichzeitig für die WM 2023. Nachdem Grosso im letzten Vorrundenspiel geschont worden war, wurde sie im Halbfinale erneut eingewechselt. Auch im Finale gegen die USA saß sie zunächst auf der Bank, in der 57. Minute wurde sie schließlich für Quinn eingewechselt, konnte die Niederlage aber nicht verhindern. Aufgrund ihrer insgesamt drei Treffer und im Vergleich geringeren Einsatzzeiten wurde sie im Anschluss an das Endspiel als beste Torschützin des Turniers ausgezeichnet. Zudem wurde sie aufgrund ihrer im Turnierverlauf gezeigten Leistungen in die Best XI – die Turnierelf – berufen.
Am 9. Juli 2023 wurde sie für die WM 2023 nominiert, kam in jedem der drei Spiele ihres Teams zum Einsatz und schied mit ihrer Mannschaft nach der Vorrunde aus.
Bei den Olympischen Spielen 2024 in Paris stand sie erneut im kanadischen Kader. Das Turnier wurde durch den Drohnenskandal überschattet, in dessen Folge Trainerin Bev Priestman die Spiele verlassen musste und das kanadische Team mit sechs Punkten Abzug bestraft wurde. Da die Mannschaft jedoch alle Gruppenspiele gewinnen konnte, gelang dennoch der Einzug ins Viertelfinale. Dort schieden die Kanadierinnen schließlich mit 2:4 i. E. gegen Deutschland aus. Grosso spielte dabei eine sportliche Nebenrolle, in der defensiven Mittelfeldzentrale waren Quinn und Simi Awujo gesetzt, sodass Grosso in der Regel nur die Rolle als Einwechselspielerin kurz vor Schluss blieb. Lediglich im letzten Gruppenspiel gegen Kolumbien stand sie in der Startelf.

## Privates
Grosso besuchte die Burnaby Central Secondary School in Vancouver und absolvierte von 2017 bis 2021 ein Studium an der University of Texas at Austin mit einem Schwerpunkt auf Sportmanagement. Ihre Schwester Carli Grosso ist ebenfalls als Fußballspielerin auf College-Level aktiv.
Nach einer Beziehung mit dem American-Football-Profi Caden Sterns, ist sie derzeit mit dem Baseball-Spieler Jeremy Peña liiert.

## Erfolge
Mit der Nationalmannschaft
- Olympiasiegerin 2021
- Vize-Nord- und Mittelamerikameisterin: 2018, 2022
- Pinatar-Cup-Gewinnerin 2025
- U-15-Nord- und Mittelamerikameisterin 2014

Mit Juventus Turin
- Italienische Meisterin: 2021/22
- Italienische Supercupsiegerin: 2022, 2023
- Italienische Pokalsiegerin: 2021/22, 2022/23

## Auszeichnungen
- Torschützenkönigin Nord- und Mittelamerikameisterschaft: 2022
- Berufung in die Best XI bei der Nord- und Mittelamerikameisterschaft: 2022
- Nennung auf der United States Soccer Coaches All-American Liste: 2019, 2021
- Berufung in das Big-12-Conference-Allstar-Team: 2018, 2019, 2020/21, 2021
- Team des Jahres der Serie A: 2023